# 1613年全俄縉紳會議

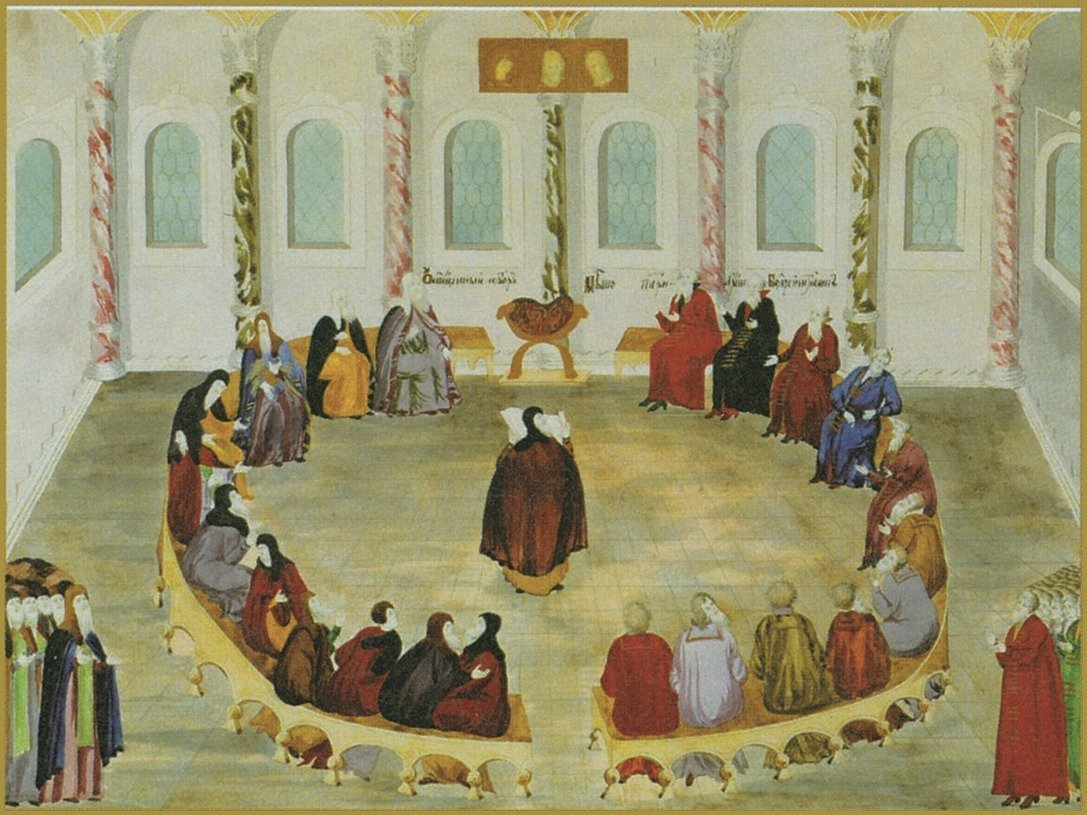
選取自1673年出版的《the Election to the Kingdom of the Great Russian Tsar of the Great Sovereign and Grand Prince Prince Mikhail Feodorovich of All Great Russian Autocracy.》剪影， 顯示了谢尔盖圣三一修道院的Kelar亞伯拉罕·帕利欽 (Abraham Palitsin) ，宣言全俄縉紳會議關於選舉米哈伊尔·费多罗维奇·罗曼诺夫入主王國的決議。

1613年的全俄縉紳會議，是一場俄罗斯国家不同領地和庄园代表所召開的會晤，目的是舉行產生新國王人選的選舉。其於1613年1月16日，在莫斯科克里姆林宫的圣母升天大教堂開始舉行。同年3月3日，與會縉紳們選擇了米哈伊尔·罗曼诺夫入主王國，奠定下新王朝的基礎。
這個會議機制曾是在一個半世紀內於俄國內反复地召開過——16世紀中葉至17世紀末（最後被彼得一世廢止）。然而，在其他所有情形下，與會縉紳們僅是在時任君主之下擔演一個諮詢體系，實際上，是無法限制到君主的絕對實權。 1613年召開的這個會議是處於王朝危機之中，它的主要任务則是為俄羅斯皇家做選擇並法定化新的王朝世家。

## 背景
俄羅斯的王朝危機是在1598年沙皇费奥多尔·约安诺维奇離世後爆發的。在他過世時，費爾多仍是沙皇伊凡雷帝僅有的兒子。而另两個兒子已被殺掉：長子伊万·约安诺维奇是於1581年身亡，據稱死於其父手裡；較幼的德米特里1591年在烏格里奇逝世，死因處於不明朗的狀態。費爾多沒有子嗣。他離世後王位是傳給了國王的妻子伊琳娜，再到她兄弟鲍里斯·戈杜诺夫。 在鮑里斯於1605年離世後，以下人曾先後主政：
- 鮑里斯之子费多尔·戈杜诺夫；
- 假德米特里一世（確切法源有爭議）；
- 瓦西里·舒斯基。

在1610年7月27日起義導致瓦西里·舒伊斯基被推翻後，莫斯科的權力移到臨時波雅爾政府（七波雅爾）那。 1610年8月，莫斯科的一部分人宣誓效忠弗拉迪斯拉夫王公，他是波蘭國王兼立陶宛大公西吉斯蒙德三世之子。聯邦軍隊進入克里姆林宮。在 1610-1612年間，莫斯科政府的實際權力是極度微弱的。廣泛在國境內是沒有一致的管治秩序，西北部領土（包括諾夫哥羅德）受瑞典軍隊所佔據。在莫斯科附近的圖希諾，另一個權威頂替者假德米特里二世的圖希諾基地，是在繼續權力運作。該基地是一直運作到1610年3月被擊敗為止。但從1609年12月開始，基地是拒絕支持頂替者而轉向支持波蘭國王。偽德米特里二世本尊則在12月於卡盧加被殺。由普羅科比·、伊万·扎鲁茨基和德米特里·特魯別茨科伊王公所指揮的「第一人民民兵」，以及由库兹马·米宁和德米特里·波扎尔斯基王公領導的「第二人民民兵」，以將莫斯科由入侵者手中解救出來的目標而持續地集結起來。 1612年8月，第二民兵在第一民兵部分部隊留在莫斯科外圍的情況下，擊敗了聯邦軍隊，並於10月完全地解放了首都。

## 縉紳們的會晤
1612年11月5日，在莫斯科，聯邦駐軍在失去 司令官霍德克维奇主力部隊的援護後選擇了投降。在首都被奪回後，為了重新選擇一個新的最高權威，莫斯科的解放者波扎爾斯基和特魯別茨科伊作代表，向俄羅斯許多城市發送了信件：歷史學家蒐集了當時發送到索利维切戈茨克 、 普斯科夫 、 诺夫哥罗德 、 烏格利奇有關文件的訊息。這些標明1612年 11月中旬日期的信函是要求每個城市派出代表在12 月6日前抵達莫斯科。 然而，代表本身的集合，在國土仍餘燼纏繞的遙遠盡頭也耗費了很長時間。一些領地（如特維爾斯卡亞）早已被破壞並是徹底燒毀了。有些領地是派出10-15人，有些就只派得出一名代表。 全俄縉紳會議開幕的截止日期於是也推遲到 1月6日。 在已破敗的莫斯科城，剩下唯一可以容納所有參選代表人的建築物是聖母安息主教座堂。參與到會的代表數目，據各種推算是浮動於700到 1,500人之間。

## 王位的候選人

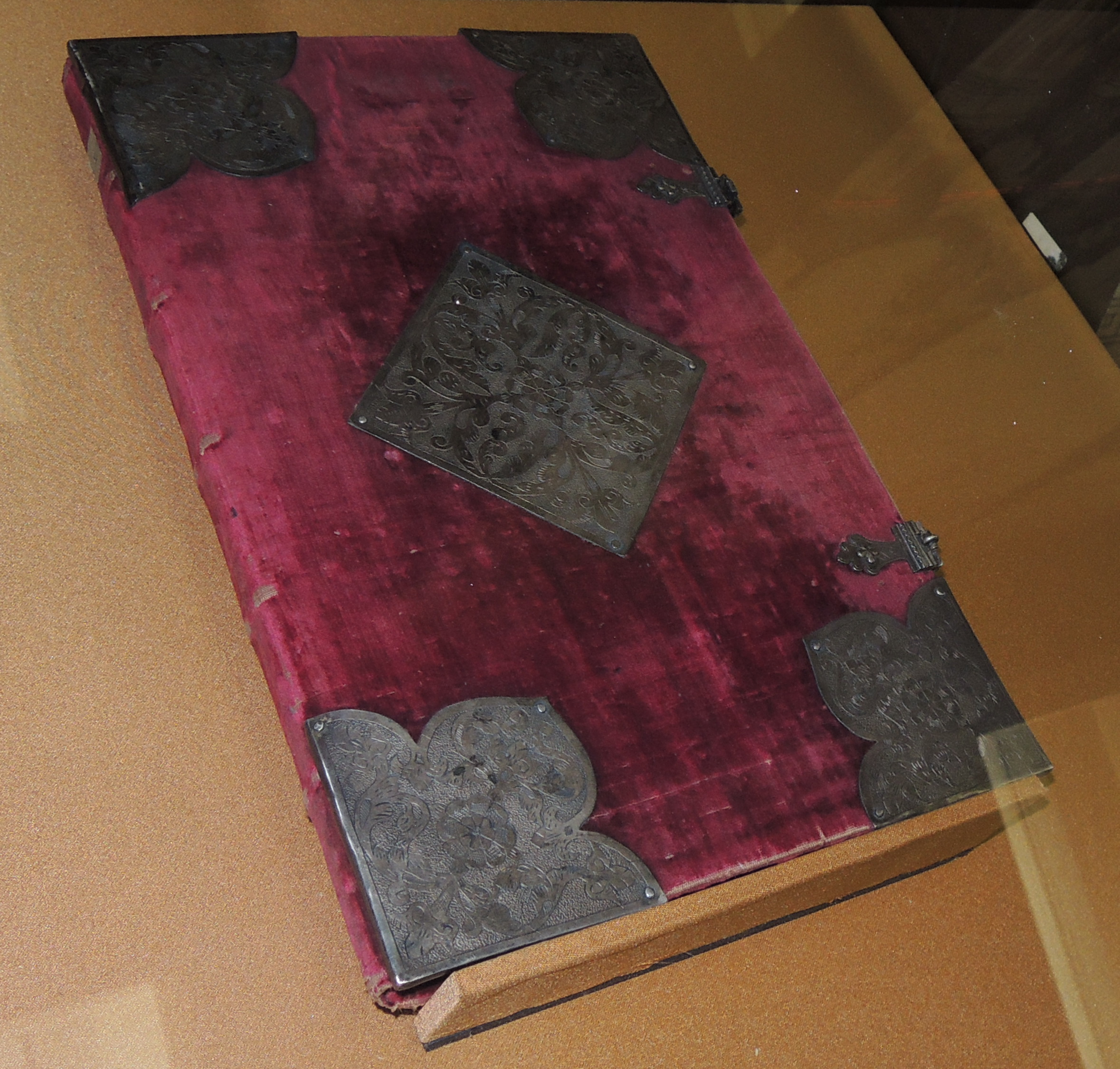
全俄縉紳會議選舉認定米哈伊爾·費多洛維奇獲得皇家權力的文件。

1613年除米哈伊尔·罗曼诺夫外，一些國內貴族的代表和鄰國統治王朝的代表，都宣稱持有著俄羅斯王位。屬於後一類的候選王位人有：
- 波蘭王公弗拉迪斯拉夫，西吉斯蒙德三世之子；
- 瑞典王公卡尔菲利普，查理九世之子。

在國內貴族的代表之中，以下氏族在當時較受矚目。從列表可以看出，在投票人看來他們都有嚴重的缺陷：
- 戈利岑家族。這個是來自立陶宛的格迪米纳斯一系，但瓦西里·戈利岑的缺席（他在華沙被俘虜）導致這個強大候選的家系失去資格；
- 姆斯蒂斯拉夫斯基和库拉金家族。
- 這些高貴俄羅斯氏族的代表，由於曾與波蘭立陶宛聯邦有合作，而令他們聲譽受到破壞（參見七波雅爾 ）；
- 沃罗廷斯基家族。根據正式記述的版本，該家系最有影響力的代表伊萬·沃羅廷斯基（Ivan Vorotynsky）自行回避了選舉；
- 戈杜諾夫和舒伊斯基家族。兩方成員都是前代皇室的旁室。此外，舒伊斯基家來自留里克家族。但是，與被驅逐統治者具有親緣關係，就伴隨著對確實危情的忡忡憂心：王位增強實力的時候，可能會由於反對方（競爭者間？）削減政治性算盤，令投票會議過激致失控。
- 德米特里·切爾卡斯基；
- 德米特里波扎尔斯基和德米特里特鲁别茨科伊。他們毫無疑問由出擊莫斯科開始之後就美化過自己的聲譽，但許多人害怕他們，而且他們不是伊凡雷帝和費多爾·伊萬諾維奇的親戚。雖然特魯別茨科伊來自格迪米尼德，但他在貴族中的威信，由於在最後一刻沒有支持他王位聲索的哥薩克人所堅持要求，而被他自己削弱了，因此他們間不會不認賬，因為他們也一致地支持切爾卡斯基。 波扎爾斯基雖然是來自斯塔羅杜布斯基王公家系，但在特轄區的歲月裡，他的家族在士族事務內蒙受恥辱並嚴重降低了威信。但是，最重要的是，他因為是為數不多從未因與假德米特里和干預主義者有過合作而受玷污的總督之一，而被貴族們所恐懼，這迫使了圖辛斯家族（Tushins）、哥薩克人和原七波雅特一齊聯合反對起他，更重要的是他本人也未曾擺出要獲取候選資格的姿態。

此外，瑪麗娜·米尼舍克和她兒子（綽號“ 沃雷諾克 ”，與偽德米特里二世結婚所生）也被考慮了候選資格。

## 選舉的動機
依據回由羅曼諾夫時代後所官方認可的觀點（之後還生根於蘇聯史學界），進行選舉的委員會是自願性地，表達出俄羅斯居民的主流意見，而再據主要意見推選羅曼諾夫。這種觀點是由史學家尼古拉·拉夫羅夫斯基（Nikolai Lavrovsky）提出的，他在研究過信源的報告後，建構出以下的事件概括。最初，理事會的參與者是決定不選取立陶宛和瑞典的國王“還有他們的子嗣、馬林卡和她的兒子，以及所有外國君主”，而是“在莫斯科和俄羅斯氏族中選取”。然後，縉紳參與者們就開始討論“從俄羅斯氏族”中選擇誰，再決定了“從正統的家系裡選出沙皇......（正統性）源自全俄羅斯的費奧多爾·伊萬諾維奇的美好記憶”——他的侄子米哈伊爾羅曼諾夫。直到20世紀初，這種對縉紳們當時活動的描述被重演了無數次。尤其是由18至20世紀最重要的俄羅斯史學家們，擔任起重演者的位置：尼古拉·卡拉姆津、谢尔盖·索洛维约夫、尼古拉·科斯托马罗夫、瓦西里·塔蒂舍夫和其他人。
"Then there was nobody dearer to the Russian people than the Romanov family. It has long been in popular love. There was a good memory of the first wife of Ivan Vasilievich, Anastasia, whom the people revered almost holy for her virtues. They remembered and did not forget her good brother Nikita Romanovich and condoled with his children, whom Boris Godunov had tormented and harassed. They respected Metropolitan Filaret, the former boyar Fyodor Nikitich, who was captured in Poland and seemed to be a true Russian martyr for a just cause".——Nikolay Kostomarov

## 會晤的進程
大教堂是於1月16日開放的。在正式開啟議程之前，曾進行為期三天、目的為淨化煩惱的罪孽的禁食。由於莫斯科幾乎被完全摧毀和毀滅，所以他們直接（在教堂）駐居，而不論出身和原居位置。每個人是日復一日聚集在聖母升天大教堂。羅曼諾夫家族在大教堂集會時的利益，被波雅爾費多爾·謝列梅捷夫（Fedor Sheremetev）所保護著。作為羅曼諾夫家族的親緣者（米哈伊爾·羅曼諾夫（Mikhail Romanov）是與其他候選人有最多的親戚關係）和王位候選人，他在哥薩克人看來卻是無法成功地繼承王位，因為和其他一些候選人一樣，他曾是七波雅爾的一份子。
會議的首批決議之一，就拒绝考慮瓦迪斯瓦夫四世和Karl Philip以及Marina Mnishek的候選資格：
"...But the Lithuanian and Swedish king and their children, for their many untruths, and some other people that are to be chosen for the Moscow state, and Marinka and her son – we do not want to".——Sergey Platonov
但即使經過如此決議之後，羅曼諾夫家仍面臨著許多強大的候選人。當然，他們都有一個或另一個短處（見上文）。不過，羅曼諾夫家也是有著個重要的缺陷——與古老的俄羅斯氏族相比，他們的出身顯然不夠閃耀。根據羅曼諾夫家和謝列梅捷夫家以及許多其他莫斯科氏族的說法，羅曼諾夫第一個可信是歷史祖先的，傳統上被認為是莫斯科波雅爾安德烈·科比拉（ Andrei Kobyla ），其是來自於普魯士王室。  

### 第一種版本

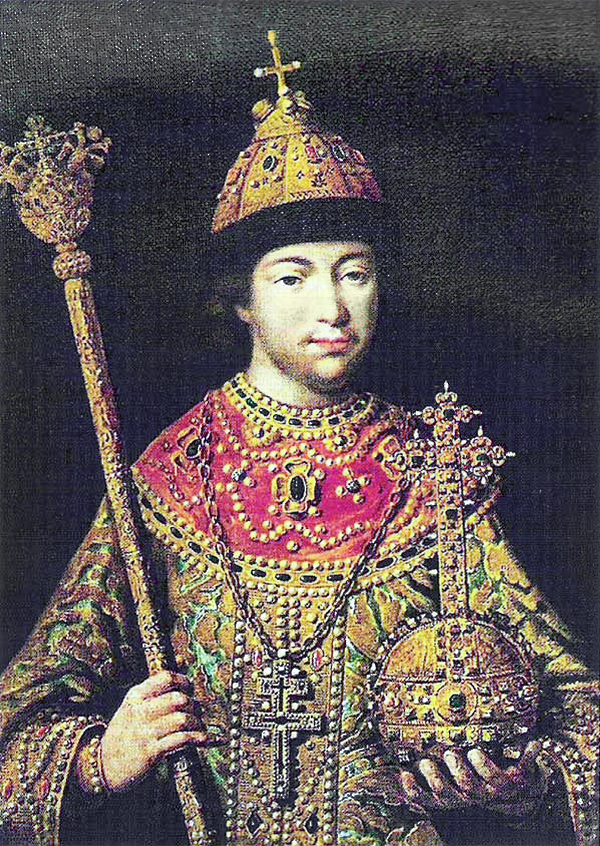
被選登上王位後的米哈伊爾·羅曼諾夫

根據官方版本，羅曼諾夫家當選成為可能，是因為實際上米哈伊爾·羅曼諾夫的候選資格，在許多方面都是一種妥協：
- 獲得一個年幼而缺少經驗的王族坐在莫斯科王位上， 波雅爾們就可以在解決關鍵事務上對君主施加壓力；
- 米哈伊爾的父親費奧多爾·羅曼諾夫, 曾有段時期是待過在偽德米特里二世的政府裡。這給予了圖辛斯家陣營的叛逃者們希望，即米哈伊爾將來不會清算他們；
- 另外費奧多爾·羅曼諾夫 也較鍾於神職內毋庸置疑的自治權力；
- 羅曼諾夫家較少在與1610～1612年「不愛國」的波蘭人政府合作時被「腐蝕」。 儘管伊凡·羅曼諾夫 曾加入 七波雅爾, 他與其他親屬是意見相左的 (尤其是費奧多爾·羅曼諾夫 和米哈伊爾) 也沒有在議會裡支持過他們;
- 他治下最自由的一段時期是與伊凡四世的第一任妻子安娜斯塔西娅·罗曼诺夫娜相關聯過。

"Let's choose Misha Romanov! – Boyar Fedor Sheremetyev campaigned without hiding his plans. "He is young and will be accustomed to us!" ...The desire to have an "inexperienced" monarch is the goal pursued by the experienced and cunning Moscow politicians, supporters of Mikhail (Alexander Degtyarev).
列夫·古米廖夫概述了米哈伊爾被選為沙皇是有如下原因：
"The Cossacks were in favor of Mikhail, since his father, who was friends with the Tushintsy, was not an enemy of the Cossacks. The boyars remembered that the father of the applicant from a noble family and also the cousin of Fyodor Ioannovich, the last king from the clan of Ivan Kalita. The hierarchs of the church spoke in support of Romanov, since his father was a monk, with the rank of metropolitan, and for the nobles the Romanovs were good as opponents of the oprichnina."

### 其他視角版本

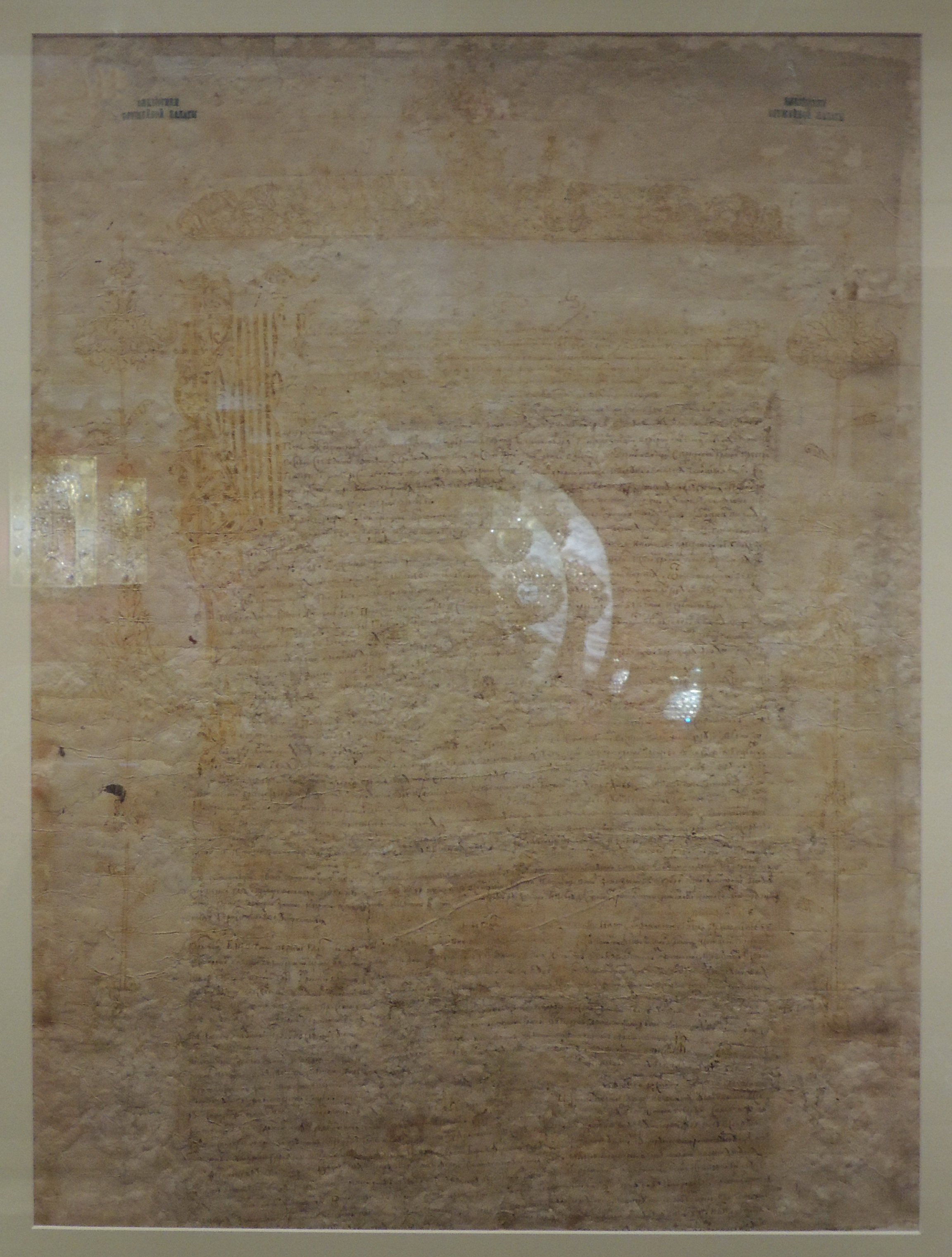
1613年5月莫斯科，全俄縉紳會議關於批准 米哈伊爾·費奧多羅維奇選舉沙皇的文件。藏於莫斯科克里姆林宮博物館。它當時是用卷軸形式寫成2份副本，含有 230多名縉紳參與者（文件背面）簽署和神職人員印鑑一齊認證。在當前時刻，其中一份是由9張紙組成，在照片中的是第一張。

根據一些史學家見解，縉紳們當時決定並非是完全自願的。第一輪針對邁克爾候選資格的投票，是於2 月4日（或7日）舉行的。投票結果是出乎了舍列梅捷夫的預期： 
“當多數人對謝列梅捷夫的擔憂做好充分準備時，2月4日進行了初步投票。結果無疑出乎意料，因此，參照眾多選民缺席的情況，他們果斷決定將投票推遲兩周。 . .領頭們自己顯然需要喘息一下，以便更好地預備輿論的情況”...... （卡齊米爾·瓦利舍夫斯基）
事實上，決定性投票的舉行被定於1613年3月3日。然而，縉紳們做出了另一個令舍列梅捷夫不悅的決定：要求米哈伊爾·羅曼諾夫像所有其他候選人一樣，立即出席縉紳會議。謝列梅捷夫以各種可能的方式阻礙了這一決定的實施，如此是以安全顧慮的方面激起他所處位置活躍。事實上，一些證據表明王位候選人性命曾有被系統侵害的風險。根據傳聞，波蘭立陶宛聯邦軍隊的一支特別分隊，曾被派往米哈伊爾·費奧多羅維奇所藏身的多米諾村以殺死他，而多米尼安農民伊萬·蘇薩寧就在之中挽救了未來國王的生命。官方版本的批評者提供了另一種解釋：
“他童年和青年早期被動蕩事件所圍繞，而被剝奪所有的教育經歷，可能令他無法閱讀或寫作，米哈伊爾本可能會通過在縉紳會議上露臉而破壞一切”（卡齊米爾·瓦利舍夫斯基）  
縉紳會議原本是繼續堅持（要求出席），但稍遲後（暫定為2月17日至18日）是改變了決定，允許米哈伊爾·羅曼諾夫留在科斯特羅馬。 然後到了1613 年3月3日，它是選舉了羅曼諾夫入主王國。  

### 哥薩克的干預活動

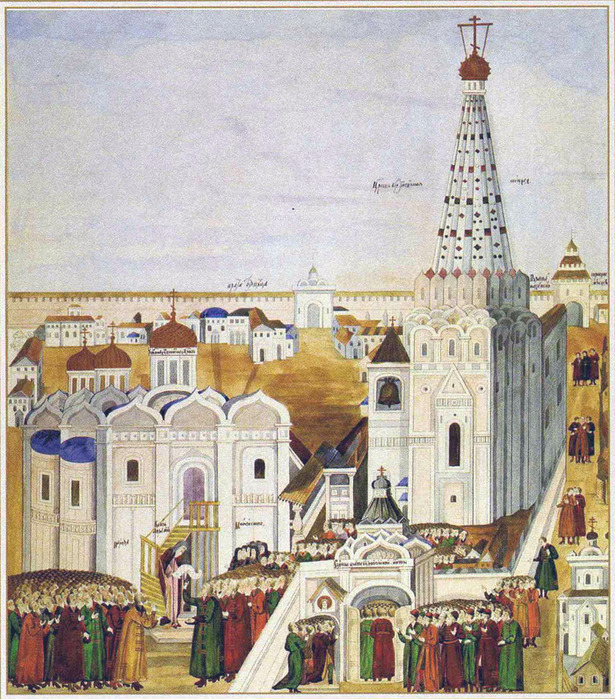
1613年2月20日，在莫斯科克里姆林宮的天使大教堂的門廊上，謝爾蓋聖三一修道院的凱拉爾（Kelar），亞伯拉罕·帕利滕斯（Abraham Palitsyn），宣讀出全俄縉紳會議決議“波雅爾米哈伊爾·費奧多羅維奇·羅曼諾夫當選接掌皇家王位”。 （"The Book of the Election of the Tsar and Grand Duke Mikhail Fedorovich",1672-1673 年）

一些證據指出了這種變化的可能原因。 在1613年2月 10日，兩名商人抵達諾夫哥羅德時，有如下報告： 
“在莫斯科的俄羅斯哥薩克，希望一個名叫米哈伊爾·費奧多羅維奇·羅曼諾夫王公的波雅爾被選為大公。但波雅爾們完全反對，並在最近於莫斯科召開的議會中否決了這個選項”。 （里奧切列普寧）  
以下則是屬於農民Fyodor Bobyrkin提交的證詞，他也曾於1613年7月26日（即加冕典禮五日後）抵達諾夫哥羅德： 
“莫斯科普通民眾和哥薩克人，在沒有其他地方自治機關官員權威地認同的情況下，是自願選擇了費多羅夫大公的兒子，米哈伊爾·費多羅維奇·羅曼諾夫，他現在在莫斯科。縉紳集團和波雅爾們並不敬仰他”。 （里奧切列普寧）  
立陶宛指揮官列夫·薩佩加也向被囚禁的費奧多爾，被新選為王權掌握者的父親，報告了這個選舉的結果：
“多虧您的哥薩克捐助者才將您兒子送上了莫斯科政權的寶座”。 （謝爾蓋·普拉托諾夫） 
 以下是另一位事件目擊人所記錄的故事：
“波雅爾們在縉紳會議裡抽出時間，試圖從哥薩克人那兒秘密地解決有關國王人選的問題，並等待他們離開莫斯科。但他們不單止沒離開，還要是表現得更積極起來。有一次，在“與所有哥薩克軍隊”協商後，他們派遣多達500人去造訪克魯蒂齊大主教（Krutitsy Metropolitan）：他們是強行沖破了大門，沖進他的院子，用粗魯的語言要求：“給我們，大主教，俄羅斯的沙皇，那個我們崇拜和服侍的人，並要求獲取他們的報酬，（如此就）死而無憾！” （Romanovs, Historical Porters, edited by Elena Leonova）  
被嚇壞的大主教逃向波雅爾那（告知情況）。於是所有人被匆忙地召集於縉紳會議。（會上）哥薩克酋長們重複了他們的要求，波雅爾則向他們展示了八名波雅爾的（候選）名單——在波雅爾他們看來最有價值的一班候選人。名單是有包括費奧多爾·姆斯蒂斯拉夫斯基王公、德米特里·波扎爾斯基王公、德米特里·特魯別茨科伊王公、彼得·普倫斯基王公、伊萬·沃羅廷斯基王公、伊万·切尔卡斯基王公、費多爾·謝列梅捷夫、伊萬·羅曼諾夫，而沒有米哈伊爾·羅曼諾夫。接著哥薩克酋長的其中一人說道：
“王公們、波雅爾們和所有的莫斯科貴族啊！不是遵從上帝旨意，而是遵從主權和你自己的自由意志，你選擇了專制。但是遵照上帝旨意還有賜福，即遵源自......全俄羅斯的費奧多爾·伊萬諾維奇大公，以他神聖的記憶，他作為君主，祝福你在俄羅斯沙皇的臣下們和管治，費多爾·尼基季奇·羅曼諾夫王公。他現在是被立陶宛迷住了。而來自於親切的根源，還擁有著友善和光榮的事業的是 - 他的兒子米哈伊洛·費奧多羅維奇王公。但願遵從上帝對莫斯科城和全俄羅斯的旨意，將產生一位沙皇主宰和全俄羅斯的大公米哈伊洛·費奧多羅維奇……”（同上。 )  

## 前往科斯特羅馬的使團
在3月2日，由梁贊大主教費奧多里特·特洛伊茨基所指揮之下，一個代表全俄縉紳會議的使團被派往科斯特罗马，去接洽米哈伊爾·羅曼諾夫和他的母親。使團的成員包括楚多夫、新沃斯帕斯基、西蒙諾夫修道院、費奧多爾·謝列梅捷夫、弗拉基米爾·巴赫捷亞羅夫-羅斯托夫斯基、波雅爾的孩童和從城邦選出服從秩序的人。使團目的是告知邁克爾的被選中執掌王位和要為他進行宣誓就職典禮。根據官方的記載，當時米哈伊爾是被嚇壞，斷然拒絕管治，所以使者們不得不拿出他們所有的口才說服未來的國王接受王位。 “羅曼諾夫”概念的批評者，對拒絕的真意是表明懷疑，並指出了遊說性的誓言並沒有歷史價值：
"嚴格來說,這份文件並沒有歷史價值。這被設計成服務於大事記的一個協定裡， 包括一大半戈杜諾夫的選舉書的書寫副本;尤其重要的酋長向波雅爾們發表的演說詞， 在這裡這是藉著費奧多里特大主教評價米哈伊爾的口舌而被衡量（起價值的）"。(卡齊米爾·瓦利舍夫斯基)
無論如何，邁克爾是同意了接收王位並前往莫斯科，而於1613年5月12日抵達。 
加冕典禮則是於1613年7月21日於當地舉行 。

## 來源
- Belokurov, Sergei. . Moscow. 1906  [2022-08-02]. （原始内容存档于2022-06-25）.
- Kazimir Valishevsky, The Time of Troubles, Moscow, IKPA, 1989
- Ilya Vasilevsky. Romanovs from Michael to Nikolai – Rostov: Maprecon, 1993
- Faina Grimberg, "The Romanov Dynasty. Puzzles. Versions. Problems", Moscow, Moscow Lyceum, 1996
- Lev Gumilyov, "From Rus to Russia", Saint Petersburg, "UNA", 1992
- German Zamyatin. From the History of the Struggle of Sweden and Russia over the Moscow Throne at the Beginning of the 17th Century. The Fall of Karl Philip and the Accession of Mikhail Fedorovich // German Zamyatin. Russia and Sweden at the Beginning of the 17th Century. Essays on Political and Military History. Saint Petersburg, 2008
- Alexander Degtyarev. (Scientific Review by Ruslan Skrynnikov), "The Difficult Age of the Russian Kingdom", Leningrad, "Children's Literature", 1988
- Nikolai Karamzin, "History of the Russian State", in 12 Volumes, in 3 Books, Kaluga, "Golden Alley", 1993
- Vasily Klyuchevsky, "Russian History. A Full Course of Lectures in 3 Books", Moscow, "Thought", 1993
- Felix Lurie, "Russian and World History in the Tables", Saint Petersburg, "Art–Saint Petersburg", 1997
- Boris Pashkov, "Rus. Russia. The Russian Empire. Chronicle of Reigns and Events of 862–1917", Moscow, CenterCom, 1997
- Sergey Platonov, "Works on Russian History", Saint Petersburg, "Stroilstavchit", 1994
- "Romanovs. Historical Portraits", edited by Elena Leonova, Moscow, "Armada", 1997
- "The Centennial of the Romanov Dynasty", Reprinted Reproduction of the Anniversary Edition of 1913, Moscow, "Sovremennik", 1991
- Boris Florya. The Election of Tsar Michael // Motherland – 2013 – No. 2 – Pages 2–7
- Leo Cherepnin, "Zemsky Sobors of the Russian State in the 16–17th Centuries", Moscow, "Science", 1978
- Dmitry Volodikhin. Zemsky Sobor in 1613 （页面存档备份，存于）
- Homeland, 2013. No. 2